# Адам Рийс
 Адам Гай Рийс (на английски: Adam Guy Riess) е американски астрофизик. Носител на Нобелова награда за физика (2011 г.).

## Биография
Роден е на 16 декември 1969 година във Вашингтон в семейството на бизнесмен от еврейски произход, имигрант от Германия, и психоложка. Завършва Масачузетския технологичен институт през 1992 година, а през 1996 година защитава докторат в Харвардския университет. След това работи в Научния институт за космическия телескоп, а от 2006 година – в Университета „Джонс Хопкинс“. Става известен с използването на наблюдения на свръхнови като средство за изследване в областта на космологията, а през 2011 година получава Нобелова награда за физика, заедно със Сол Пърлмутър и Брайън Шмит, за демонстрираното от тях ускорение в разширяването на Вселената.